# Dunham Massey
Dunham Massey est une paroisse civile de la région métropolitaine de Trafford, dans le comté anglais du Grand Manchester.

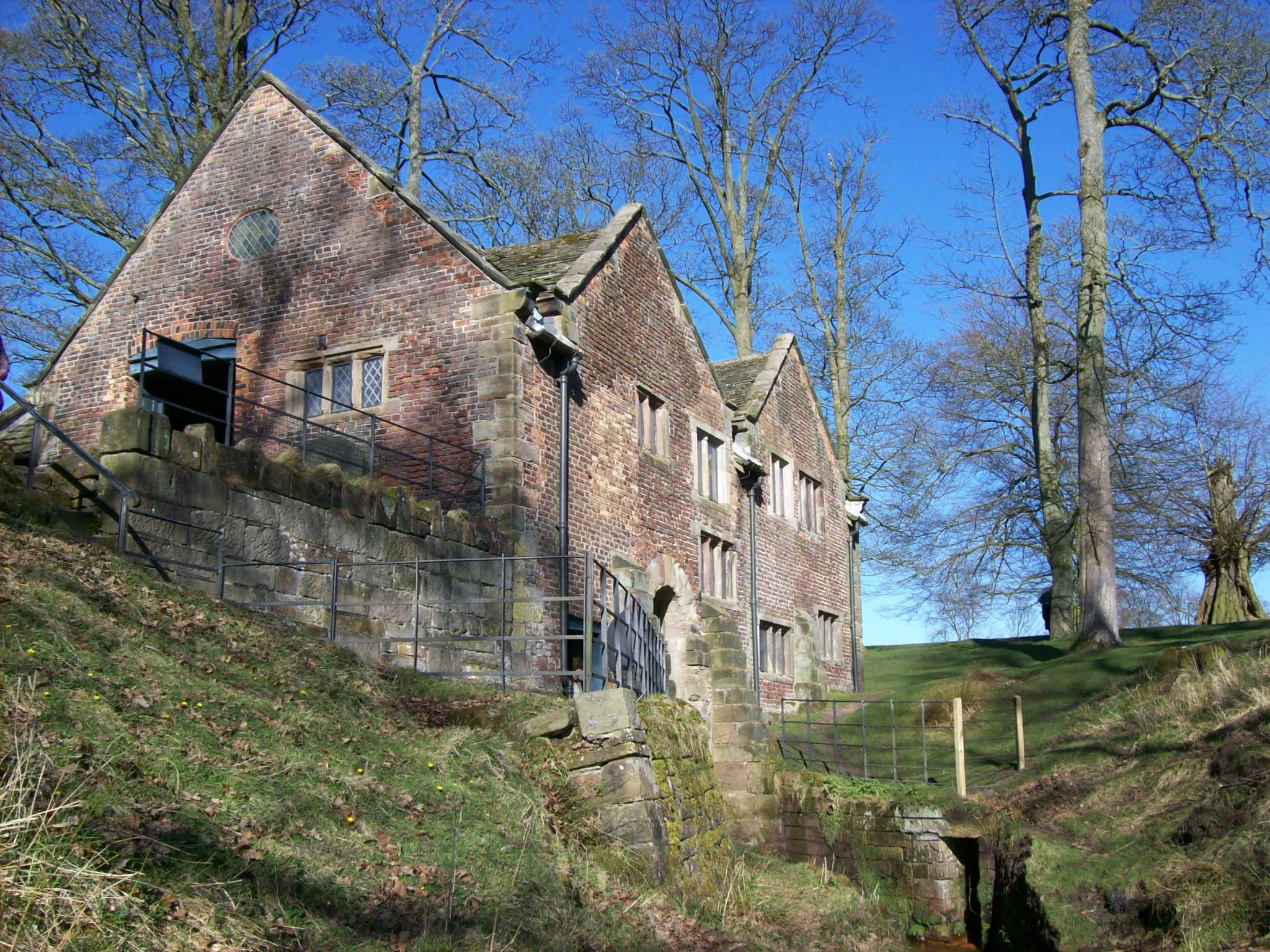
Moulin de Dunham Massey Hall

## Histoire
Historiquement, elle faisait partie du comté de Cheshire dans la paroisse ecclésiastique de Bowdon, mais depuis 1974 elle fait partie du district métropolitain de Trafford. Sur son territoire, on trouve les villages de Sinderland Green, Dunham Woodhouses et Dunham Town, ainsi que le château anglais et parc de Dunham Massey.
Depuis le Moyen Âge tardif, par héritage des Massey, le domaine est siège de la famille noble de Booth et ses descendants :  comtes de Warrington, puis comtes de Stamford et Warrington, jusqu'en 1976 au mort du 10e et dernier comte de Stamford.

## Personnalités liées à Dunham Massey
- Famille Booth of Dunham Massey, une famille anglaise.
- Beryl Power, fonctionnaire, y est née en 1891.